# Victor Percy Whittaker
Victor Percy Whittaker né le 11 juin 1919 à Southport et mort le 5 juillet 2016 à Cambridge est un biochimiste britannique.

## Biographie
Victor Whittaker est né à Ainsdale, un quartier de Southport. Il a étudié la chimie et la biochimie à l'université d'Oxford, où il a obtenu son doctorat en 1945. 
Il devient par la suite chargé de cours dans la même université, jusqu'en 1951, date de son départ aux États-Unis pour travailler comme assistant professor à l'université de Cincinnati, poste qu'il occupe jusqu'en 1955.
En 1966, il est lecteur à l'université de Cambridge et directeur de recherche à l'Institut de l'État de New York pour la recherche fondamentale sur le retard mental et professeur invité à l'université de la ville de New York.
De 1973 à 1987, il est directeur et chef du département de neurochimie à l'institut Max-Planck de Göttingen. Par la suite il prend sa retraite, mais continue la recherche en tant qu'émérite, à l'institut Max-Planck et à l'université de Mayence. Il meurt à Cambridge en juillet 2016.

## Recherche
Victor Whittaker a beaucoup travaillé sur la réponse cholinergique. Il a poursuivi et approfondi les recherches sur la raie torpille, organisme modèle intéressant en raison de son organe électrique.